# 2010–2011-es magyar labdarúgókupa
A 2010–2011-es magyar kupa szócikke.

## Rendszere
A 2010–2011-es magyar kupa a területi selejtezőkkel már 2009 nyarán megkezdődött. Hasonlóan a korábbiakhoz, a területi selejtezők győztesei a megyei, a megyei selejtezők győztesei pedig az országos főtáblára jutottak. Az országos főtábla első fordulóját 2010 augusztusában rendezték, melyen a megyei selejtezők továbbjutói léptek pályára. Az NB II-es együttesek többsége a második fordulóban, az élvonalbeli együttesek többsége a harmadik körben kapcsolódik majd be a versengésbe. A nemzetközi kupákban érdekelt csapatok a negyedik körben léptek először pályára, köztük a címvédő Debreceni VSC is.

## Az országos főtábla eredményei

### Első forduló
Ebben a körben a párharcok egy mérkőzésen dőltek el, a tervezett időpont augusztus 8. volt, de néhány mérkőzésre egy nappal korábban került sor.
| 1. csapat                            | Eredmény    | 2. csapat                                   |
| ------------------------------------ | ----------- | ------------------------------------------- |
| 2010. augusztus 7.                   |             |                                             |
| Bölcskei SE (NB III)                 | 1–2         | Tököl VSK (NB III)                          |
| Nagyatád VFC (NB III)                | 2–3         | Nagykanizsai TE 1866 (NB III)               |
| Rákosmenti KSK (NB III)              | 1–2         | Érdi VSE (NB III)                           |
| Kulcsi SE (Megye II)                 | 2–3         | Harta SE (Megye I)                          |
| Miskolci VSC (Megye I)               | 0–4         | Egri FC (NB III)                            |
| Pétervására SE (Megye I)             | 7–0         | Nagybátony SC (Megye I)                     |
| Pálmonostora SE (Megye II)           | 0–4         | Dunaújváros Pálhalma (NB III)               |
| 2010. augusztus 8.                   |             |                                             |
| Kiskanizsai Sáskák SE (Megye II)     | 0–1         | Mezőcsokonya SZFE (Megye I)                 |
| Csillaghegyi MTE (Megye I)           | 1–4         | Tát SE (Megye I)                            |
| Kiskőrösi LC (Megye I)               | 1–3         | Szegedi VSE (Megye I)                       |
| Oroszlányi SZE (Megye I)             | 1–6         | Győrszemere KSK (Megye I)                   |
| Egyházasfalu SE (Megye II)           | 0–3         | Körmendi FC (Megye I)                       |
| Lébény SE (Megye I)                  | 1–3         | Kemenesmagasi SE (Megye I)                  |
| Esztergomi SC (Megye I)              | 0–6         | Újbuda Labdarúgó Kft (NB III)               |
| Szentlőrinci SE (NB III)             | 0–3         | Bajai LSE (NB II)                           |
| Siklósi FC (Megye I)                 | 0–2         | Szekszárd UFC (NB III)                      |
| Dunaharaszti MTK (NB III)            | 6–0         | Jánoshida (NB III)                          |
| Újfehértó SE (NB III)                | 1–2         | Cigánd SE (NB III)                          |
| Öttevényi TC (Megye I)               | 1–0         | Ugod SE (Megye I)                           |
| Lövő SE (Megye II)                   | 1–2 hu.     | Király Szabadidő Egy. (Megye I)             |
| Szentpéterfai SE (Megye II)          | 0–5         | Let’s do it Technoroll Teskánd SE (Megye I) |
| Kávás KSE (Megye III)                | 1–9         | Angol Focisuli Páterdomb (Megye II)         |
| Gázművek MTE (Megye I)               | 1–1 t.: 4–5 | Gödöllői SK (Megye I)                       |
| Balatonszárszó KSE (Megye I)         | 2–3 hu.     | Úrkút SK (Megye I)                          |
| Dunaszeg SE (Megye II)               | 1–3         | Ete SE (Megye I)                            |
| Ladánybene FC (Megye I)              | 2–4         | Csepel FC (NB III)                          |
| Gyomaendrőd FC (Megye I)             | 1–4         | Püspökladányi LE (NB III)                   |
| Fehérgyarmati FC (Megye I)           | 0–1         | RSE Nagyecsed (NB III)                      |
| Kék SE (Megye II)                    | 1–4         | Tiszalúc NSE (Megye I)                      |
| Tállya KSE (Megye I)                 | 3–1         | Nyírmadai ISE (NB III)                      |
| Encs VSE (Megye I)                   | 1–3         | Tiszakanyár SE (NB III)                     |
| Demecseri VKHSE (Megye II)           | 0–4         | Tiszaújvárosi FC (NB III)                   |
| Szécsény VSE (Megye I)               | 1–2         | Putnok VSE (NB III)                         |
| Novaj-Ostoros SE (Megye I)           | 3–2         | Sajókaza SE (Megye I)                       |
| Rum KSC (Megye I)                    | 0–2         | Sopron VSE-GYSEV (NB III)                   |
| KSE Várvölgy (Megye II)              | 1–3         | Veszprém FC (NB II)                         |
| Szentantalfa-Nivegy Völgy (Megye II) | 2–5         | Csákvári TK (Megye I)                       |
| Zalakomár Egyetértés (Megye II)      | 0–2         | Balatonlelle SE (NB III)                    |
| Egerág SE (Megye I)                  | 1–2         | Kakasd SE (Megye I)                         |
| Bácsborsódi SK (Megye II)            | 0–0 t.: 4–5 | Hódmezővásárhelyi FC (NB III)               |
| Ásotthalom TE (Megye I)              | 0–3         | Gyulai Termál FC (NB III)                   |
| Tótkomlósi TC (Megye I)              | 1–2         | Tisza Volán SC (NB III)                     |
| Verőce SE (Megye II)                 | 2–1         | Pénzügyőr SE (NB III)                       |
| Törtel KSK (Megye I)                 | 2–0         | Szolnoki Spartacus (NB III)                 |
| Szajol KLK (Megye I)                 | 1–2         | Felsőpakony SK (Megye I)                    |
| Bárándi KSE (Megye I)                | 6–1         | Füzesgyarmat SK (Megye I)                   |
| Kőrösszegapáti SE (Megye II)         | 3–5         | Karcagi SE (Megye I)                        |
| Karancslapújtő KSE (Megye I)         | 1–4         | Felsőtárkány SC (NB III)                    |
| Hajdúsámson TTISZE (Megye I)         | 0–3         | Tiszabecs LC (Megye I)                      |
| Rábapatyi KSK (Megye I)              | 1–4         | Lipóti Pékség (NB III)                      |
| Satelit FC (Megye I)                 | 0–6         | Komló BSK (NB III)                          |
| Kiskorpádi SE (Megye II)             | 1–3         | Bonyhád VLC (NB III)                        |
| Aszód FC (Megye II)                  | JN          | Újpest FC II (NB II)                        |
| Zalaszentgróti VFC (Megye I)         | JN          | Taliándörögd-Halimba SE                     |
| Felsőörs IKSE (Megye II)             | 1–5         | Velence SE (Megye I)                        |
| Újbuda TC (NB III)                   | 1–2         | Pásztó SK (Megye I)                         |

### Második forduló
A második forduló hivatalos játéknapja augusztus 18. volt, ekkor már a másodosztályú csapatok is bekapcsolódtak a küzdelmekbe.
| 1. csapat                           | Eredmény    | 2. csapat                        |
| ----------------------------------- | ----------- | -------------------------------- |
| 2010. augusztus 17.                 |             |                                  |
| Felsőtárkány SC (NB III)            | 2–0         | Tiszaújvárosi FC (NB III)        |
| 2010. augusztus 18.                 |             |                                  |
| Ete SE (Megye I)                    | 0–5         | Győri ETO FC II (NB II)          |
| Kemenesmagasi SE (Megye I)          | 2–5         | Gyirmót SE (NB II)               |
| Úrkút SK (Megye I)                  | 1–4         | Soproni VSE-GYSEV (NB III)       |
| Király Szabadidő Egy. (Megye I)     | 2–3         | Lipóti Pékség (NB III)           |
| Öttevényi TC (Megye I)              | 1–2         | FC Tatabánya (NB II)             |
| Győrszemere KSK (Megye I)           | 4–1         | FC Ajka (NB II)                  |
| Balatonlelle SE (NB III)            | 2–1         | Hévíz FC (NB III)                |
| Zalaegerszegi TE II (NB III)        | 4–4 t: 4–5  | Veszprém FC (NB II)              |
| Let’s do it T Teskánd SE (Megye I)  | 3–0         | Körmendi FC (Megye I)            |
| Angol Focisuli Páterdomb (Megye II) | 0–5         | Kaposvölgye VSC (NB II)          |
| Szekszárdi UFC (NB III)             | 2–1         | Kozármisleny SE (NB II)          |
| Nagykanizsai TE 1866 (NB III)       | 0–7         | Pécsi Mecsek FC (NB II)          |
| Komló BSK (NB III)                  | 1–2         | Bonyhád VLC (NB III)             |
| Harta SE (Megye I)                  | 2–4         | Bajai LSE (NB II)                |
| Mezőcsokonya SZFE (Megye I)         | 0–2         | Kakasd SE (Megye I)              |
| Hódmezővásárhely FC (NB III)        | 0–1         | Makó FC (NB II)                  |
| Tisza Volán SC (NB III)             | 3–2         | Gyulai Termál FC (NB III)        |
| Szegedi VSE (Megye I)               | 1–3         | Békéscsaba 1912 Előre (NB II)    |
| Velence SE (Megye I)                | 2–6         | BKV Előre SC (NB II)             |
| Törtel KSK (Megye I)                | 1–5         | Budaörs SC (NB II)               |
| Gödöllői SK (Megye I)               | 2–4 hu.     | Budapest Honvéd II. (NB II)      |
| Felsőpakony SK (Megye I)            | 1–4 hu.     | Dunakanyar-Vác FC (NB II)        |
| Csákvári TK (Megye I)               | 2–2 t. :5–6 | MTK Budapest II. (NB II)         |
| Dunaújváros Pálhalma (NB III)       | 0–3         | Rákospalotai EAC (NB II)         |
| Érdi VSE (NB III)                   | 0–1         | Restart-Cegléd (NB II)           |
| Tát SE (Megye I)                    | 0–1         | Szigetszentmiklósi TK (NB II)    |
| Újbuda Labdarúgó Kft. (NB III)      | 5–1 hu.     | Újpest FC II (NB II)             |
| Tököl VSK (NB III)                  | 3–2         | Vecsési FC (NB II)               |
| Verőce SE (Megye II)                | 1–3         | Videoton-Puskás Akadémia (NB II) |
| Csepel FC (NB III)                  | 0–5         | Dunaharaszti MTK (NB III)        |
| Püspökladányi LE (NB III)           | 0–2         | DVSC-DEAC (NB II)                |
| Karcagi SE (Megye I)                | 2–3         | Bárándi KSE (Megye I)            |
| Cigánd SE (NB III)                  | 0–3         | Nyíregyháza Spartacus FC (NB II) |
| Tállya KSE (Megye I)                | 5–6 hu.     | RSE Nagyecsed (NB III)           |
| Tiszalúc NSE (Megye I)              | 0–3         | Tiszakanyár SE (NB III)          |
| Baktalórántháza VSE (NB III)        | 0–3         | Bőcs KSC (NB II)                 |
| Tiszabecs LC (Megye I)              | 4–3         | Hajdúböszörményi TE (NB II)      |
| Egri FC (NB III)                    | 3–2         | Diósgyőri VTK (NB II)            |
| Pétervására SE (Megye I)            | 1–0         | Kazincbarcikai SC (NB II)        |
| Pásztó SK (Megye I)                 | 0–6         | Mezőkövesd-Zsóry SE (NB II)      |
| Novaj-Ostoros SE (Megye I)          | 0–3         | Putnok VSE (NB III)              |
| 2010. augusztus 25.                 |             |                                  |
| Zalaszentgróti VFC (Megye I)        | 1–6         | Barcsi SC (NB II)                |

### Harmadik forduló
A harmadik forduló hivatalos játéknapja szeptember 22. volt. Az (először ebben a fordulóban bekapcsolódó) élvonalbeli csapatoknál a bajnoki osztály nincs külön jelezve.
| 1. csapat                           | Eredmény | 2. csapat                        |
| ----------------------------------- | -------- | -------------------------------- |
| 2010. szeptember 21.                |          |                                  |
| Győrszemere KSK (Megye I)           | 1–2      | Szombathelyi Haladás             |
| Tisza Volán SC (NB III)             | 2–1      | Szolnoki MÁV FC                  |
| 2010. szeptember 22.                |          |                                  |
| Győri ETO FC II (NB II)             | 1–2      | Lombard Pápa Termál FC           |
| Lipóti Pékség (NB III)              | 2–1      | Veszprém FC (NB II)              |
| Bonyhád VLC (NB III)                | 0–2      | BFC Siófok                       |
| Szekszárdi UFC (NB III)             | 1–3      | Kaposvári Rákóczi FC             |
| Kakasd SE (Megye I)                 | 1–7      | Bajai LSE (NB II)                |
| Pécsi Mecsek FC (NB II)             | 7–1      | Kaposvölgye VSC (NB II)          |
| Balatonlelle SE (NB III)            | 0–4      | Paksi FC                         |
| Budaörs SC (NB II)                  | 1–2      | Budapest Honvéd FC               |
| Újbuda Labdarúgó Kft. (NB III)      | 1–8      | Ferencvárosi TC                  |
| Videoton II-Puskás Akadémia (NB II) | 0–4      | MTK Budapest FC                  |
| Tököl VSK (NB III)                  | 2–4      | Vasas SC                         |
| Dunaharaszti MTK (NB III)           | 2–1      | MTK Budapest FC II (NB II)       |
| Budapest Honvéd FC II. (NB II)      | 2–1      | FC Tatabánya (NB II)             |
| BKV Előre SC (NB II)                | 1–0      | Dunakanyar-Vác FC (NB II)        |
| Rákospalotai EAC (NB II)            | 3–0      | Szigetszentmiklósi TK (NB II)    |
| Békéscsaba 1912 Előre (NB II)       | 1–2      | Kecskeméti TE                    |
| Ceglédi VSE (NB II)                 | 1–0      | Makó FC (NB II)                  |
| Egri FC (NB III)                    | 2–0      | Mezőkövesd-Zsóry SE (NB II)      |
| Putnok VSE (NB III)                 | 2–1      | Felsőtárkány SC (NB III)         |
| Pétervására SE (Megye I)            | 0–3      | Bőcs KSC (NB II)                 |
| Tiszakanyár SE (NB III)             | 2–1      | DVSC-DEAC (NB II)                |
| Bárándi KSE (Megye I)               | 1–2      | RSE Nagyecsed (NB III)           |
| Tiszabecs LC (Megye I)              | 4–1      | Nyíregyháza Spartacus FC (NB II) |
| Let’s do it T Teskánd SE (Megye I)  | 0–1      | Barcsi SC (NB II)                |
| Újpest FC                           | –        |                                  |
| 2010. október 5.                    |          |                                  |
| Soproni VSE-GYSEV (NB III)          | 0–1      | Gyirmót SE (NB II)               |

### Negyedik forduló
A negyedik forduló hivatalos játéknapja október 27. volt, ebben a fordulóban összesen 16 mérkőzésre került sor.
| 1. csapat                     | Eredmény    | 2. csapat              |
| ----------------------------- | ----------- | ---------------------- |
| 2010. október 6.              |             |                        |
| Budapest Honvéd FC II (NB II) | 1–2         | Zalaegerszegi TE       |
| 2010. október 20.             |             |                        |
| Putnok VSE (NB III)           | 1–3 hu.     | Budapest Honvéd FC     |
| 2010. október 26.             |             |                        |
| Barcsi SC (NB II)             | 1–7         | Győri ETO FC           |
| Dunaharaszti MTK (NB III)     | 1–2 hu.     | Kaposvári Rákóczi FC   |
| Ceglédi VSE (NB II)           | 0–5         | MTK Budapest FC        |
| 2010. október 27.             |             |                        |
| Gyirmót SE (NB II)            | 1–1 t.: 3–4 | Lombard Pápa Termál FC |
| Lipóti Pékség (NB III)        | 2–5         | Szombathelyi Haladás   |
| BKV Előre SC (NB II)          | 1–2         | BFC Siófok             |
| Pécsi Mecsek FC (NB II)       | 0–1         | Paksi FC               |
| Rákospalotai EAC (NB II)      | 0–5         | Ferencvárosi TC        |
| Bőcs KSC (NB II)              | 1–5         | Újpest FC              |
| Tisza Volán SC (NB III)       | 1–3         | Vasas SC               |
| Tiszakanyár SE (NB III)       | 0–3         | Kecskeméti TE          |
| RSE Nagyecsed (NB III)        | 1–1 t.: 7–8 | Debreceni VSC          |
| Tiszabecs LC (Megye I)        | 1–3         | Egri FC (NB III)       |
| 2010. november 2.             |             |                        |
| Bajai LSE (NB II)             | 2–4         | Videoton FC            |

### Nyolcaddöntő
Az ötödik forduló nyolc párharca két-két mérkőzésen dőlt el, a hivatalos játéknapok november 10. és december 11. voltak, azonban a pályák decemberi leromlott állapota miatt a visszavágók két kivétellel, 2011 márciusában kerültek sorra.
| 1. csapat                                                       | Össz.      | 2. csapat            | 1. mérk. | 2. mérk. |
| --------------------------------------------------------------- | ---------- | -------------------- | -------- | -------- |
| 2010. november 9., 10.., 23., 2011. február 16., március 1., 2. |            |                      |          |          |
| Egri FC (NB III)                                                | 0–10       | Budapest Honvéd      | 0–3      | 0–7      |
| MTK Budapest                                                    | 1–1 (i.g.) | Győri ETO            | 0–0      | 1–1      |
| Lombard Pápa                                                    | 2–6        | Újpest               | 1–3      | 1–3      |
| Videoton                                                        | 6–1        | Szombathelyi Haladás | 3–0      | 3–1      |
| Vasas                                                           | 0–9        | Zalaegerszegi TE     | 0–6      | 0–3      |
| Debreceni VSC                                                   | 1–6        | Kecskeméti TE        | 0–3      | 1–3      |
| BFC Siófok                                                      | 4–3        | Ferencváros          | 3–1      | 1–2      |
| Kaposvári Rákóczi                                               | 2–0        | Paks                 | 1–0      | 1–0      |

### Negyeddöntők
Az negyeddöntők párharcai két-két mérkőzésen dőltek el, a hivatalos játéknapok március 8. és március 9., valamint március 15. és március 16. voltak.
| 1. csapat                      | Össz. | 2. csapat         | 1. mérk. | 2. mérk. |
| ------------------------------ | ----- | ----------------- | -------- | -------- |
| 2011. március 8., 9., 15., 16. |       |                   |          |          |
| MTK Budapest                   | 1–2   | Zalaegerszegi TE  | 0–0      | 1–2      |
| Újpest                         | 4–5   | Kaposvári Rákóczi | 2–3      | 2–2      |
| Kecskeméti TE                  | 6–2   | BFC Siófok        | 5–1      | 1–1      |
| Budapest Honvéd                | 1–5   | Videoton          | 1–1      | 0–4      |

### Elődöntők
Az elődöntők párharcai két-két mérkőzésen dőltek el, a hivatalos játéknapok április 19. és április 20., valamint május 3. és május 4. voltak.
| 1. csapat                            | Össz. | 2. csapat        | 1. mérk. | 2. mérk. |
| ------------------------------------ | ----- | ---------------- | -------- | -------- |
| 2011. április 19., 20., május 3., 4. |       |                  |          |          |
| Kecskeméti TE                        | 5–1   | Zalaegerszegi TE | 5–1      | 0–0      |
| Kaposvári Rákóczi                    | 0–5   | Videoton         | 0–1      | 0–4      |

### Döntő
| 2011. május 17. 19:00 |

| Kecskeméti TE   | 3–2                         | Videoton                       |
| --------------- | --------------------------- | ------------------------------ |
| Foxi 2' 14' 80' | (2–0) Jegyzőkönyv Részletek | Čukić 48' (öngól) Nikolics 82' |

| Puskás Ferenc Stadion, Budapest Nézőszám: 5000 Játékvezető: Iványi Zoltán (magyar) |

A Kecskeméti TE MK-ban szerepelt játékosai: Zoran Akovic, Aleksandar Alempijević, Bagi István, Balogh  Béla, Bertus Lajos, Bori Gábor, Vladan Čukić, Csordás Csaba, Sindou Dosso,Bodiong Christian Ebala, Farkas István, Gyagya Attila, Foxi Kéthévoama, Koszó Balázs, Mladen Lambulić, Francis Litsingi, Mohl Dávid, Némedi Norbert, Patvaros Zsolt, Preklet Csaba, Siniša Radanović, Ribánszki László, Vladan Savić, Szabó Tamás, Tököli Attila, Tölgyesi Viktor, Urbán Pál, Goran Vujović